# Вольский, Антон Николаевич
Антон Николаевич Во́льский (1897—1966) — специалист в области металлургии и химической технологии; академик АН СССР (1960). Лауреат Ленинской премии.

## Биография
Его отец окончил Строгановское центральное училище технического рисования со званием учёного рисовальщика. В 1890 году был арестован и выслан на поселение в Сибирь за участие в революционном движении. Мать — акушерка, после ареста мужа уехала с ним в Сибирь.
В 1908—1917 годах Антон Вольский учился в Московском промышленном училище, получив специальность химика-техника.
В 1920 году поступил на 2-й курс технологического факультета МИНХ имени Г. В. Плеханова, который окончил в 1924 году, защитив дипломный проект на тему «Проект медеэлектролитного рафинировочного завода» и был направлен в Техническое Бюро по проектированию завода для электролитического рафинирования меди и по организации производства металлической арматуры для высоковольтных изоляторов (1924—1928).
Одновременно Вольский преподавал физику на рабфаке при 1-м МГУ (1922—1925) и был старшим ассистентом в Институте народного хозяйства (1926—1929).
В 1928 году А. Н. Вольский перешёл в отдел цветной металлургии Института прикладной минералогии, в 1930 году — в НИИ цветных металлов (Гинцветмет), где прошёл путь от инженера-исследователя до заместителя директора по научной части (1936—1937).
Занимаясь научной работой, он продолжал преподавание в московских вузах: МГА (1928—1930), МИЦМиЗ (1930—1958), МГУ имени М. В. Ломоносова (1931—1933).
В 1940 году А. Н. Вольскому была присуждена учёная степень доктора технических наук.
В годы Великой Отечественной войны Вольский работал в Москве: выполнял спецзадания Наркомата боеприпасов и НКЦМ СССР.
В 1946 году Вольский был приглашён в качестве консультанта в металлургическую лабораторию только что созданного закрытого института НИИ-9 (ныне ВНИИНМ). В 1960 году А. Н. Вольский был назначен заместителем директора НИИ-9.
В конце 1948 года был включён в бригаду НИИ-9 (современный ВНИИНМ), откомандированную на завод химического комбината «Маяк».
Руководил металлургическими вопросами по производству оружейного плутония.
Общее руководство проекта осуществляли директор завода З. П. Лысенко и главный инженер базы 10 Е. П. Славский.
За научные разработки отвечал коллектив сотрудников коллектив опытно-промышленного производства, которым руководили академики А. А. Бочвар, И. И. Черняев, доктора наук А. Н. Вольский, А. С. Займовский, А. Д. Гельман и В. Д. Никольский.
23 октября 1953 года А. Н. Вольский избран в члены-корреспонденты Академии наук СССР по Отделению технических наук; 10 июня 1960 года — в действительные члены АН СССР.
Похоронен на Новодевичьем кладбище.

## Награды и премии
- Ленинская премия (1965)
- Сталинская премия первой степени (1949) — как начальник металлургической лаборатории ИОНХ и научный руководитель металлургического производства плутония на комбинате № 817
- Сталинская премия первой степени (1953) — за разработку и промышленное освоение методов выделения и переработки трития
- ордена и медали

## Научная деятельность

Могила Вольского на Новодевичьем кладбище Москвы.

Значительная группа работ А. Н. Вольского посвящена химическим равновесиям в расплавах и физикохимии металлургических плавок, причём применение закономерностей химических равновесий в расплавах к теории металлургических плавок цветных металлов была применена учёным впервые в мире. На основе этих исследований Вольским была разработана физико-химическая теория основных видов металлургических плавок, применяемых в цветной металлургии: восстановительных плавок, окислительных процессов рафинирования металлов, плавок руд на штейн, бессемерование штейнов, рафинирования металлов от серы и с помощью серы и др. Итоги этих многолетних работ нашли своё отражение в периодической печати и в книгах: «Теория металлургических процессов» (1935) и «Основы теории металлургических процессов» (1943).
Другая группа теоретических работ А. Н. Вольского была посвящена изучению физико-химии процессов окисления сульфидов, на основе которых им была разработана теория процессов обжига сульфидных руд.
С теоретическими работами Вольского тесно связан комплекс работ, посвящённых разрешению важных производственных вопросов цветной металлургии: разработка технологии получения из мышьяковых руд белого мышьяка, на основе которой в СССР было построено два завода; разработка оригинального метода передела отходов свинцовых и цинковых заводов, ранее не перерабатывавшихся, успешно осуществленного в 1936 году на заводе «Укрцинк» в специально построенном цехе; новый метод рафинирования свинца от висмута с применением магния и кальция, введённый в практику работы свинцовых заводов и имеющий большое значение для оборонной промышленности; разработка ряда технологических схем переработки руд Средней Азии, Урала и других районов, а также рационализация извлечения кобальта из никелевых руд и др.